# Castellers del Poble Sec
Els Castellers del Poble Sec són una colla castellera del barri del Poble-sec de Barcelona. Els Castellers del Poble Sec celebren la seva diada anual el mes de juliol, pels volts de la Festa Major del Poble Sec, i tenen com a color identificatiu de camisa el blau cel. Els membres de la colla són coneguts amb el sobrenom de bandarres. El local social de la colla, on també realitzen els assaigs, està ubicat actualment al Carrer Blesa i és anomenat Can Bandarra. Els seus millors castells són el 3 de 8, el 4 de 8, el 2 de 7, el 3 de 7 aixecat per sota, el 7 de 7 i el 5 de 7

## Història

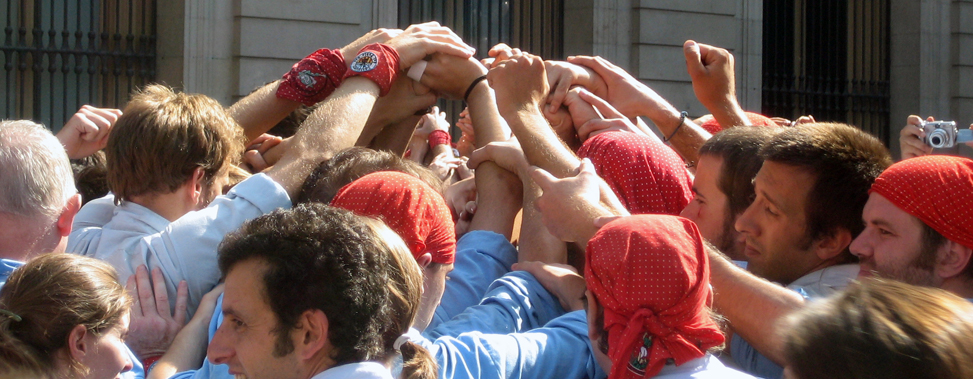
Els Castellers del Poble Sec preparant una pinya

La colla va néixer a finals del 1998 i es va presentar oficialment el juliol de 1999 descarregant en la festa major del barri un 3 de 6. Al llarg d'aquests anys han aixecat més de 250 castells, dominant el pilar de 5 i les construccions de sis pisos. Consolidats ja l'any 2010 en la gamma bàsica de 7, ja han assolit la gamma alta dels castells de set pisos.
Des dels seus inicis la colla ha volgut fer castells des de i per al barri. L'any 2000 van aconseguir amb regularitat castells de 6 bàsics, el 2002 descarregaven també el 2 de 6 i el 5 de 6 i el pilar de 5. Un any després a inicis de temporada descarregaven el primer 3 de 7 i per les festes de la Mercè també el 4 de 7.
El 30 de maig de 2010, amb motiu de la inauguració del nou local Can Bandarra, realitzaren la millor actuació de la seva història fins aquell moment, en descarregar el seu primer 3 de 7 amb l'agulla, al qual acompanyaren el 3 de 7 i el 4 de 7 amb l'agulla, a més d'un vano de 5 amb el pilar central aixecat per sota. El 2010 la colla va ser una de les que més va destacar entre les vint-i-vuit que aquell any organitzaren tallers integradors d'immigrants en la campanya 'Tots som una colla'. La primera acció organitzada amb aquesta finalitat va atreure setanta persones i la segona, trenta.
El 18 de juliol de 2010, amb motiu del seu XI aniversari, descarregaren el 3 de 7 amb l'agulla, el 5 de 7 i el 4 de 7 amb l'agulla, finalitzant amb un vano de 5 la que fins llavors ha estat la seva millor actuació. L'any 2010 la colla va ser una de les que més va destacar d'entre les 28 colles que organitzaren tallers integradors d'immigrants. La primera classe va traure unes 70 persones i la segona, prop de 30.
El 17 de juliol de 2011 van aconseguir carregar el primer 2 de 7 de la seva història. Que han descarregat per primer cop a Badalona el 18 de novembre del 2012.
El 15 de juliol de 2012 van aconseguir descarregar el primer 3 de 7 per sota de la seva història.
El juny del 2013 cent cinquanta castellers de la colla es van desplaçar a la ciutat occitana de Montpeller en representació de Barcelona i del fet casteller. Van fer una exhibició al festival anual Unicités, per commemorar el cinquantè aniversari de l'agermanament entre Montpeller i Barcelona.
El seu projecte Castelloscopi va obtenir el Premi Ciutat de Barcelona en cultura tradicional i popular l'any 2015, en tant que van aconseguir implicar el barri en el projecte, van assolir els objectius pedagògics fixats i per la combinació encertada de tradició i noves tecnologies que va comportar.

## Galeria d'imatges

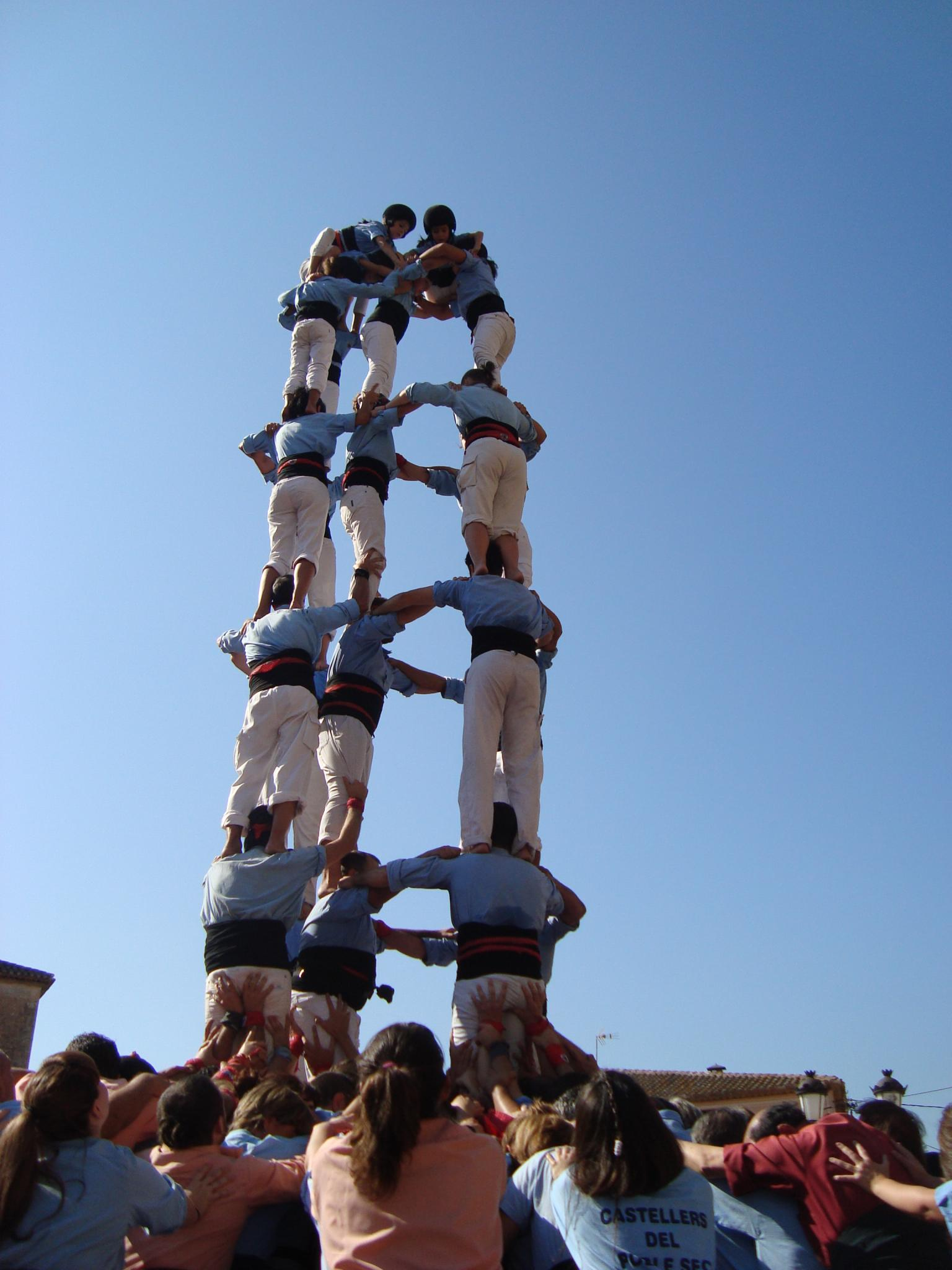
5 de 7 al Concur7 2011
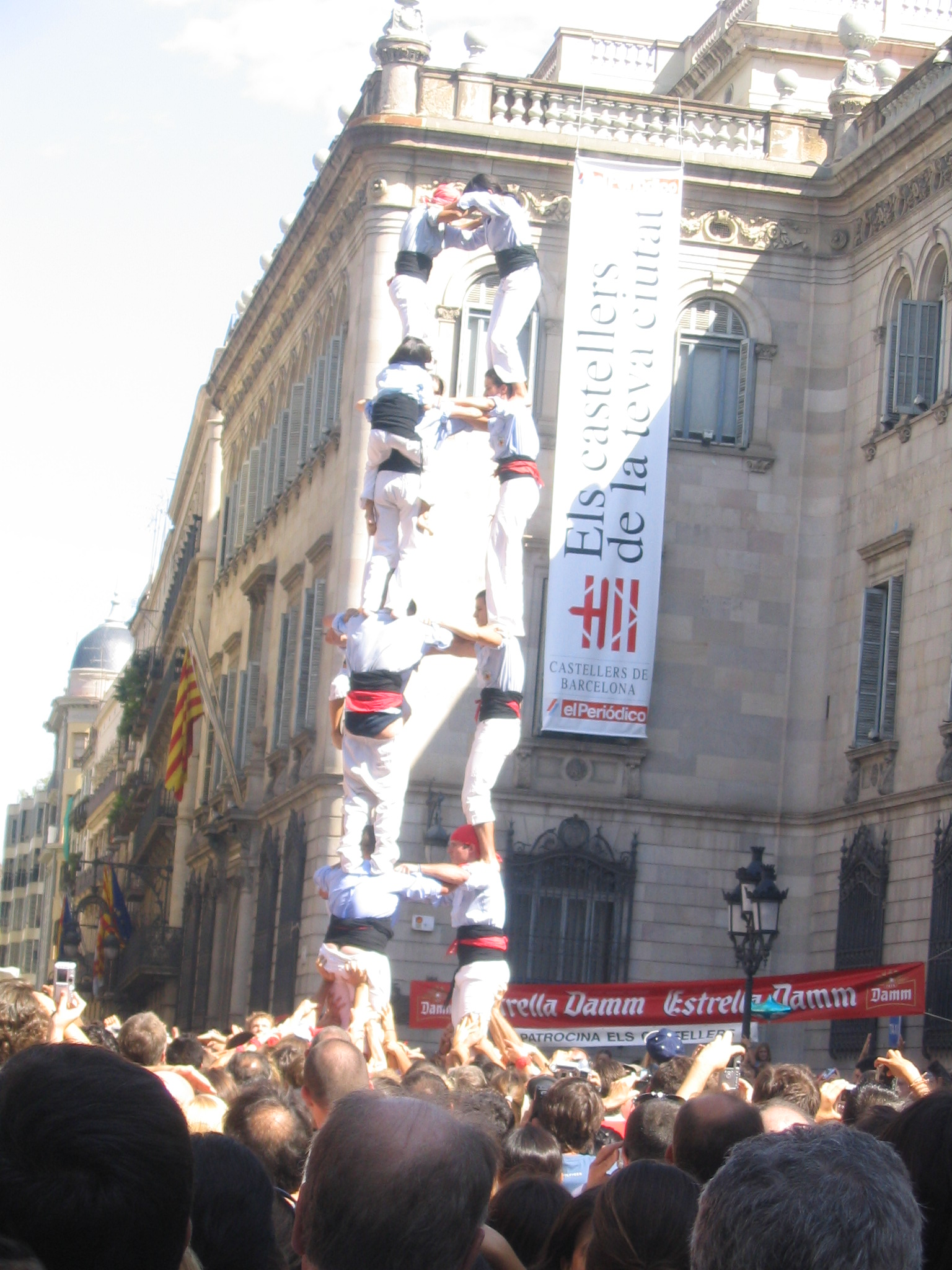
3 de 7 a la diada de la Mercè 2004